# Jagiellońska Biblioteka Cyfrowa
Jagiellońska Biblioteka Cyfrowa – biblioteka cyfrowa zajmująca się gromadzeniem i udostępnianiem dorobku piśmiennictwa z siedzibą w Bibliotece Jagiellońskiej w Krakowie.

## Projekt
Jagiellońska Biblioteka Cyfrowa powstała w 2010. Została powołana na skutek dofinansowania przez Ministerstwo Kultury i Dziedzictwa Narodowego ze środków Europejskiego Funduszu Rozwoju Regionalnego w ramach Programu Operacyjnego Infrastruktura i Środowisko na lata 2007–2013, a stosowną umowę zawarto 15 kwietnia 2010.
Po dwóch latach działalności udostępniała ok. 183 tys. publikacji, zajmując pod tym względem pierwsze miejsce wśród bibliotek cyfrowych w Polsce. W tym czasie stanowiło to ok. 15% zasobów Federacji Bibliotek Cyfrowych (1,1 mln publikacji).

## Kolekcje
W ramach działania JBC zdigitalizowano obiekty należące do Narodowego Zasobu Bibliotecznego (NZB).
Do głównych kategorii zbiorów w JBC należą:

- Czasopisma
- Czasopisma starodruczne
- Zbiory kartograficzne
- Zbiory ikonograficzne
- Stare druki
- Rękopisy
- Muzykalia
- Książki
- Artykuły
- Dokumenty życia społecznego
- Dokumenty dźwiękowe
- Dokumenty audiowizualne
- Zasoby online
- Rozprawy doktorskie
- Varia

Wśród czasopism JBC zdigitalizowała i udostępniła m.in.: „Nowa Reforma”, „Czas”, „Gazeta Narodowa”, „Nowy Dziennik”, „Naprzód”, „Goniec Krakowski”, „Krakus”, „Kraj”, „Światowid”, „Czasopismo Techniczne”, „Nowości Ilustrowane”, „Gazeta Lwowska”, „Słowo Polskie”, „Kurjer Lwowski”, „Dziennik Lwowski”, „Wiek Nowy”, „Kurier Warszawski”, „ABC”, „Warszawski Dziennik Narodowy”, „Gazeta Wielkiego Księstwa Poznańskiego”, „Kronika Stanisławowska” „Kurier Stanisławowski”, „Tygodnik Ziemi Sanockiej”, „Gazeta Podhalańska”, „Przegląd Prawa i Administracji”, „Głos Prawa”, „Głos Sądownictwa” „Gazeta Administracji i Policji Państwowej”, „Przewodnik Gimnastyczny „Sokół””, „Stadion”, „Skrzydlata Polska”, „Przegląd Wojskowo-Techniczny”, „Przegląd Lotniczy”, „Saper i Inżynier Wojskowy”, „Przegląd Saperski”, „Przegląd Wojsk Pancernych”, „Przegląd Piechoty”, „Przegląd Kawaleryjski”, „Przegląd Łączności”, „Przegląd Policyjny”, „Przegląd Artyleryjski”, „Przegląd Intendencki”, „Muzyk Wojskowy”, „Sybirak” „Przegląd Islamski”, „Życie Tatarskie”, „Woskriesnoje Cztienije”.